# Päivi Paunu
Päivi von Hertzen, som artist mer känd under sitt födelsenamn Päivi Paunu, född 20 september 1946 i Helsingfors, död 14 december 2016, var en finländsk sångerska. Hon var gift med Lasse von Hertzen.
Paunu studerade på teaterskola 1966-1968. Hon släppte sitt självbetitlade debutalbum 1966 och blev snabbt en framgångsrik sångerska i Finland. Bland hennes hits kan Oi niitä aikoja (1968), Oi rakkahin (1969), Jokainen päivä on liikaa (1973), Hello love (1973), Se kuuluu eiliseen (1975) och Maria lapsi auringon (1976) nämnas.
Tillsammans med Kim Floor vann Paunu den finska uttagningen till Eurovision Song Contest (ESC) 1972 med bidraget Muistathan. I ESC kom de på 12:e plats med 78 poäng.
1980-talet ägnade hon åt studier vid Helsingfors universitet och arbetade därefter som logoped. Hon har dock fortsatt med att ge konserter och framträdanden fram till sommaren 2016 (då en kortare tids sjukdom och hennes död satte stopp för konserterna).

## Diskografi
- Päivi Paunu (1966)
- Päivi (1969)
- Uskon päivään kauniimpaan (1972)
- Hei vain (1973)
- Huomiseen mä luotan vieläkin (1973)
- Jos rakkaus jää (1977)
- Arkinen hartaus (1986)
- 20 suosikkia: Oi niitä aikoja (1996)
- Oi niitä aikoja: Kootut levytykset 1966–1971 (2010)